# George Ferris
George Washington Gale Ferris (Galesburg, 14 febbraio 1859 – Pittsburgh, 22 novembre 1896) è stato un ingegnere statunitense.
È conosciuto soprattutto per la creazione della prima ruota panoramica, la Chicago Ferris Wheel, del 1893.

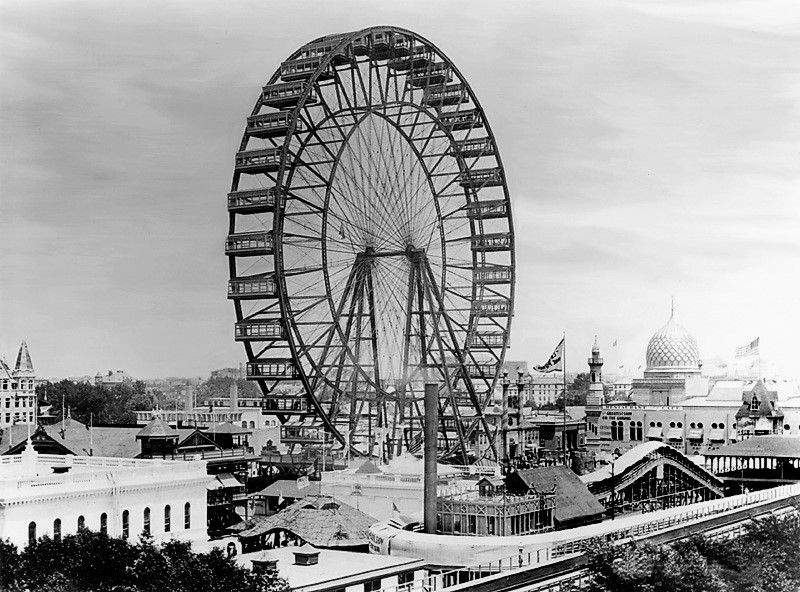
L'originale Chicago Ferris Wheel del 1893

## Biografia

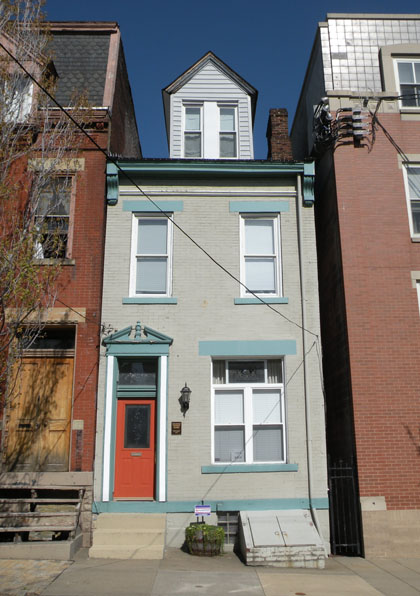
Casa di Ferris, a Pittsburgh

Ferris nacque il 14 febbraio 1859 a Galesburg da George Washington Gale Ferris Sr. e Martha Edgerton Hyde. Nel 1864 la sua famiglia vendette la propria cascina e si trasferì nel Nevada; per due anni vissero a Carson Valley.
Dal 1868 al 1890 suo padre fu proprietario della Sears-Ferris House, al 311 di W. Third di Carson City (Nevada). Costruita originariamente nel 1863 da Gregory A. Sears, uomo d'affari di Carson City, la casa fu aggiunta al Registro Nazionale dei Monumenti Storici della città il 9 febbraio 1979.
Il padre di Ferris fu un agricoltore/orticoltore che ebbe un ruolo primario nello sviluppo del paesaggio di Carson City negli anni '70 dell'Ottocento, e per aver importato dall'Est un gran numero di alberi che furono piantati in tutta la città.
Ferris lasciò il Nevada nel 1875 per frequentare l'Accademia Militare della California a Oakland, dove si diplomò nel 1876. Si laureò al Rensselaer Polytechnic Institute di Troy, New York, nella classe del 1881 in Ingegneria Civile. All'RPI fu socio fondatore della locale Chi Phi Fraternity e un membro della Società degli Ingegneri di Rensselaer. Fu nominato membro della Alumni Hall of Fame del Rensselaer Polytechnic Institute nel 1998.
Ferris cominciò la sua carriera nel settore delle ferrovie e si interessò della costruzione di ponti. Fondò una società, la G.W.G. Ferris & Co., a Pittsburgh, in Pennsylvania, per testare e ispezionare i metalli utilizzati per ferrovie e ponti.
La sua casa al 1318 di Arch Street, nel quartiere del Central Northside, fu aggiunta alla lista delle Strutture storiche della città di Pittsburgh il 28 giugno 2001.
Suo padre morì nel 1895, e il 22 novembre 1896 scomparve anche George Ferris, al Mercy Hospital di Pittsburgh per un attacco di febbre tifoide.
Le sue ceneri rimasero al crematorio di Pittsburgh per oltre un anno, in attesa che qualcuno ne prendesse possesso.